# Petey Williams
 (septembre 2022).
Pour les articles homonymes, voir Peter Williams.
Peter Williams (né le 26 août 1981 à Windsor, Ontario), est un catcheur (lutteur professionnel) canadien (il vient du Canada). Il est connu pour son travail à Impact Wrestling sous le nom de Petey Williams. 
Au cours de sa carrière il a notamment été à deux reprises champion de la division X de la TNA et a été membre de trois des clans de la TNA : la Team Canada, Planet Jarrett et Front Line.

## Jeunesse
Williams a fréquenté l'Assumption High School à Windsor où il a fait partie de l'équipe de basket, football américain ainsi que de la lutte,.

## Carrière

### Débuts (2002)
Williams a été entraîné avec Chris Sabin par Scott D'amore à la Can-Am Wrestling School à Windsor. Il a débuté dans la fédération de D'Amore, la Border City Wrestling (BCW) en 2002. Il y rencontre la plupart des futurs membres de la Team Canada (A-1 (en), Eric Young, Bobby Roode et Johnny Devine (en)). Pendant deux ans il a travaillé à la BCW tout en faisant quelques incursions sur le circuit indépendant nord-américain.

### Total Nonstop Action Wrestling (2004-2009)

#### Team Canada (2004–2006)

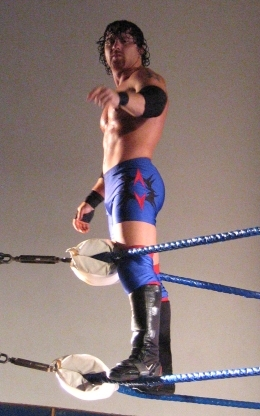
Petey Williams au début de sa carrière.

Williams a débuté à la Total Nonstop Action Wrestling (TNA) le 25 février 2004, remplaçant Teddy Hart comme capitaine de Team Canada. Le 10 mars, il participe avec les autres membres de la Team Canada (Teddy Hart, Jack Evans et Johnny Devine (en)) à la America's X Cup face à la Team Asistencia Asesoría y Administración (AAA) où Williams perd un match simple dans la soirée face à Juventud Guerrera avant de remporter un match en équipe avec Johnny Devine face à Héctor Garza et Mr. Águila (en) avant que la Team Canada au complet ne perde un match par équipe à élimination face à la Team AAA. Deux semaines plus tard il participe à un match à six à élimination pour désigner le challenger pour le championnat de la division X remporté par Amazing Red où il est éliminé par Jerry Lynn. Le 26 mai, la Team Canada participe à la World X Cup face à la Team AAA, la Team All Japan Pro Wrestling (NOSAWA, Mitsu Hirai Jr. (en), Taichi Ishikari et Hirai Nobukazu (ja)) et la Team National Wrestling Alliance (NWA) composé de catcheurs américains de la TNA (Jerry Lynn, Elix Skipper, Chris Sabin et The Fallen Angel). Au cours de ce tournoi il participe à un Gauntlet match remporté par Hector Garza et il a représenté la Team Canada lors de l'Ultimate X match final que Chris Sabin a gagné, donnant ainsi la victoire à la Team NWA
Le 11 août, Williams a gagné le titre de champion de la X Division de la TNA dans un Gauntlet match à 22 hommes, entrant au numéro 11 et couvrant The Amazing Red pour gagner le match. 
Tôt dans son règne, Williams disait qu'on ne pouvait contrer le Canadian Destroyer. Sauf qu'après que Williams eut défendu avec succès son titre contre A.J. Styles à TNA Victory Road 2004 le 7 novembre 2004, Chris Sabin a commencé à dire qu'il était capable de contrer la prise. Il a contré le Canadian Destroyer avec sa propre prise de finition, le "Cradle Shock", à trois occasions dans le mois suivant Victory Road. Sauf que Sabin a été incapable de battre Williams pour le titre de la X Division à TNA Turning Point 2004 le 5 décembre 2004. Le règne de cinq mois et cinq jours de Williams (le deuxième plus long règne après Christopher Daniels en 2005) s'est terminé le 16 janvier 2005 à TNA Final Resolution 2005 où il a été battu par A.J. Styles dans un Ultimate X match qui incluait aussi Sabin.
À TNA Lockdown 2005 le 24 avril 2005, Williams et son collègue de la Team Canada "Showtime" Eric Young ont affronté America's Most Wanted pour les titres par équipe de la TNA mais sans succès. Ils ont affronté les nouveaux champions, The Naturals à TNA Slammiversary 2005 le 19 juin 2005 mais sans succès encore une fois.
Williams est retourné à la X-Division le 17 juillet 2005 à TNA No Surrender 2005, affrontant le champion de la X-Division Christopher Daniels mais il a été encore une fois incapable d'obtenir la victoire. Williams, avec les autres membres de Team Canada se sont joints au clan Planet Jarrett lors des débuts de la TNA sur Spike TV en septembre 2005. Après avoir gagné un Ultimate X match à TNA Bound For Glory 2005, le 23 octobre 2005, Williams a reçu une chance au titre de la X Division contre A.J. Styles à TNA Genesis 2005 le 13 novembre 2005, mais encore sans succès. 
Lors de l'édition de l'édition du 29 juin d'Impact, Jim Cornette alors General Manager de la TNA, annonce la dissolution de la team Canada. Cependant, il leur laissa une dernière chance de garder la team intacte, s'ils réussissaient à vaincre Jay Lethal, Rhino et la Team 3D. Mais les canadiens perdent le match après un tombé de Jay Lethal sur A-1, entraînant la dissolution officielle de la Team Canada. 
Lors de Hard Justice, Williams affronte Senshi et Jay Lethal dans un triple threat match. Après avoir porté un Canadian Destroyer sur Jay Lethal il s'appretait à faire le tombé mais Senshi l'éjecte du ring, fait le tombé sur Lethal pour conserver son titre.

### Retour à Total Nonstop Action Wrestling (2013-2014)
En 2013, Williams fait son retour à la TNA en prenant part à plusieurs enregistrements du programmes TNA One Night Only.
Lors de One Night Only: X-Travaganza 2013, Sonjay Dutt et lui perdent contre Bad Influence (Christopher Daniels et Kazarian).
Le 3 juillet 2014, il annonce qu'il prend sa retraite des rings. Deux jours plus tard, il perd son dernier match contre Chris Sabin lors de XICW event.

### Second retour à Impact Wrestling (2017-2021)

#### Feast or  Fired, diverses rivalités et départ (2017-2021)
Le 15 mars 2018 à Impact, il remporte une mallette lors du feast or fired 2018. Le 22 avril à Redemption, il encaisse sa mallette feast or fired contre Matt Sydal mais perd son match et ne remporte pas le titre de la X-Division.
Le 22 juillet lors de Slammiversary, il perd un Fatal-4 Way match incluant Fenix, Taiji Ishimori et Johnny Impact au profit de ce dernier.
Williams fait son retour télévisé le 10 avril 2021 lors de Hardcore Justice en tant que partenaire mystère de Josh Alexander, remportant un triple threat tag team match contre Ace Austin & Madman Fulton et Fallah Bahh & TJP.

## Palmarès et récompenses
- Alliance Championship Wrestling
  - 1 fois ACW Junior Heavyweight Champion
- Border City Wrestling
  - 1 fois BCW Can-Am Tag Team Champion avec Bobby Roode
  - 1 fois BCW Can-Am Television Champion
- East Coast Wrestling Association
  - Gagnant du tournoi ECWA Super 8 (2005)
- Elite Wrestling Revolution (Québec)
  - 2 fois EWR Heavyweight Champion
- Independent Wrestling Association Mid-South
  - 1 fois IWA Mid-South Heavyweight Championship
- New Korea Pro Wrestling Association
  - 1 fois NKPWA Light Heavyweight Champion
- NWA Upstate
  - 1 fois NWA Upstate No Limits Champion
- Storm Championship Wrestling
  - 1 fois SCW Light Heavyweight Champion
- Total Nonstop Action Wrestling
  - 2 fois TNA X Division Championship
  - Prise de finition de l'année (Finisher of the Year) en 2004 et 2006 pour le Canadian Destroyer
  - Feast or fired X-Division Championship (2018)
- Wrestling Observer Newsletter awards
  - Meilleur manœuvre de catch (Best Wrestling Maneuver) en 2004 et 2005 pour le Canadian Destroyer[27]
  - Débutant de l'année (Rookie of the Year) en 2004[28]
  - Pire match de l'année (Worst Worked Match of the Year) en 2006, TNA Reverse Battle Royal à TNA Impact![29]

### Récompenses des magazines
- Pro Wrestling Illustrated

| Année | 2004 | 2005 | 2006 | 2007 | 2008 | 2009 | 2010 | 2011 | 2012 | 2013 | 2014-2017 | 2018 | 2019 | 2020 | 2021 |
| Rang  | 176  | 23   | 86   | 93   | 48   | 102  | 186  | 264  | 236  | 260  | -         | 194  | 254  | -    | 481  |